# Maravilloso desastre (película)
Beautiful Disaster es una película de drama romántico estadounidense de 2023 dirigida por Roger Kumble y coescrita por Kumble y Jamie McGuire, basada en la nueva novela para adultos de McGuire de 2011 del mismo nombre.

## Reparto
- Dylan Sprouse como Travis Maddox
- Virginia Gardner como Abby Abernathy
- Autumn Reeser como profesor Felder
- Libe Barer como America Mason
- Michael Cudlitz como Jim Maddox
- Brian Austin Green como Mick Abernathy
- Austin Norte como Shepley Maddox
- Rob Estes como Benny
- Samuel Larsen como Jesse Viveros
- Jack Hesketh como Trenton Maddox
- Trevor Van Uden como Thomas Maddox
- Micky Dartford como Tyler Maddox
- Akshay Kumar como Adán
- Neil Bishop como Parker Hayes
- Declan Michael Laird como Taylor Maddox

## Producción
En 2012, Warner Bros. Entertainment adquirió la opción de los derechos cinematográficos de Beautiful Disaster, pero el proyecto nunca entró en desarrollo y la opción de Warner Bros. finalizó el 13 de mayo de 2014. En 2020, Voltage Pictures adquirió la opción, la producción comenzó en 2021 con Roger Kumble dirigiendo y Dylan Sprouse, Rob Estes y Virginia Gardner en el elenco.
El proyecto recibió considerables críticas públicas debido a las controvertidas declaraciones de McGuire y sus puntos de vista políticos de extrema derecha.

## Estreno
Maravilloso desastre se estrenó en los Estados Unidos solo durante dos noches, del 12 al 13 de abril, como parte de Fathom Events. La película se estrenó en streaming a través de Hulu el 11 de agosto de 2023.